# Aedes tortilis
Aedes tortilis é um espécie de mosquito do Género Aedes, pertencente à família Culicidae.